# Concerto de Bucchi
Pour les articles homonymes, voir Concerto pour clarinette.
Concerto (Carte fiorentine no 2) pour clarinette seule est une œuvre de Valentino Bucchi composée en 1969.
L'œuvre ayant été écrite en sons réels, la pièce est publiée en 1969 aux éditions Ricordi et transposée pour clarinette en si bémol avec des doigtés indiqués pour les sons polyphoniques en système Boehm mais est également amputée de certaines parties (suite d'accords à trois dans le troisième mouvement...) et d'annotation. En 1990, l'Associazione Musicale Valentino Bucchi à Rome publie une version critique plus proche de la version autographe.
La pièce a également été arrangée par Sauro Berti à la clarinette basse.
Le Concerto de Valentino Bucchi présente une unicité d'une indéniable inspiration et une structure élaborée. Le compositeur emploie de techniques d'écriture nouvelles et audacieuses pour renforcer l'expressivité.
La pièce est divisée en quatre sections :
- Moderato
- Presto
- Andante
- Epilogue

« Je voulais 
engager un dialogue productif avec les auditeurs, sans se limiter à l'expérience linguistique comme une fin en soi, mais en puisant définitivement dans les ressources que le présent nous offre afin d'affirmer la réalité et de récupérer certaines valeurs fondamentales. »

— Valentino Bucchi
La pièce s'avère être d'un niveau de difficulté avancé  (double staccato, glissando descendant, intervalles inférieurs au demi-ton, polyphonie).

## Enregistrements
Le clarinettiste Giuseppe Garbarino enregistre la pièce pour la radio RAI le 6 septembre 1972 qui diffuse la pièce le 28 octobre 1972.
- Sergio Bosi, 20th-century italian clarinet solos (Naxos, 2012)[2].